# Spansk-amerikanske frihedskrig
Spansk-amerikanske frihedskrig (spansk: Las Guerras de independencia hispanoamericanas) refererer til de mange krige, som fandt sted på starten af 1800-tallet – fra 1808 til 1829 – som resulterede i, at mange tidligere spanske kolonier blev selvstændige, fra Argentina og Chile i syd til México i nord. Krigene startede i 1808 med juntaerne i México og Montevideo. På den tid var junta navnet som blev brugt af flere lokale administrationer i Spanien som et patriotisk alternativ til Joseph Bonapartes styre. I Amerika blev ordet brugt om de første selvstændige regeringer som en reaktion på udviklingen i Spanien.
Disse krige bør ikke blandes sammen med den haitiske revolution eller med den brasilianske uafhængighedskrig, som ikke bliver defineret som Hispanoamerika, som kun refererer til Amerikas spansktalende lande. Af det store spanske imperium i Amerika forblev bare Cuba og Puerto Rico under spansk kontrol, i tillæg til Filippinerne og enkelte andre øer i Stillehavet. I 1898 mistede Spanien også disse øer efter Den spansk-amerikanske krig.